# Tylochromis
Tylochromis – rodzaj słodkowodnych ryb okoniokształtnych z rodziny pielęgnicowatych (Cichlidae), jedyny przedstawiciel plemienia Tylochromini w obrębie podrodziny Pseudocrenilabrinae.
Obejmuje gatunki średniej wielkości o ciele głębokim, kształtem podobne do morskich prażmowatych (Sparidae). Wszystkie wykazują dymorfizm płciowy przejawiający się różnicami w ubarwieniu płci.

## Występowanie
Afryka Zachodnia i Środkowa po jezioro Tanganika i dorzecze Lukuga. Występują w rzekach, w otwartych wodach jezior i w lagunach.

## Klasyfikacja
Do tego rodzaju zaliczane są gatunki:
| - Tylochromis aristoma - Tylochromis bangwelensis - Tylochromis elongatus - Tylochromis intermedius - Tylochromis jentinki - Tylochromis labrodon - Tylochromis lateralis - barwniak Günthera - Tylochromis leonensis - Tylochromis microdon | - Tylochromis mylodon - Tylochromis polylepis - Tylochromis praecox - Tylochromis pulcher - Tylochromis regani - Tylochromis robertsi - Tylochromis sudanensis - Tylochromis trewavasae - Tylochromis variabilis |

Gatunkiem typowym jest Paratilapia (Pelmatochromis) jentinki, obecnie Tylochromis jentinki.